# فرانک دارسی
فرانک دارسی (انگلیسی: Frank D'Arcy؛ زادهٔ ۸ دسامبر ۱۹۴۶) بازیکن فوتبال اهل بریتانیا است.
از باشگاه‌هایی که در آن بازی کرده‌است می‌توان به باشگاه فوتبال اورتون و باشگاه فوتبال ترانمره راورز اشاره کرد.